# Papetto
Papetto – drobna, srebrna moneta włoska o wartości 1/5 talara, wprowadzona przez papieża Benedykta XIV w połowie XVIII w., bita do czasów Piusa IX.